# Omeljan Kovč
Émilien Kovtch ou Kovc (en ukrainien : Омелян Ковч, transcrit Omeljan Kovč), né le 20 août 1884 à Kosmatch (près de Kossiv) en Galicie, Autriche-Hongrie, aujourd’hui en Ukraine et mort le 25 mars 1944  au camp  de Majdanek, en Pologne est un prêtre gréco-catholique ukrainien.
Il est déclaré bienheureux par Jean-Paul II en 2001 et a reçu en 1999, du Conseil juif d'Ukraine, le titre de "Juste parmi les Ukrainiens".

## Biographie
Omeljan (Émilien) Kovč naît le 20 août 1884 à Kosmatch près de Kossiv en Galicie (Ukraine occidentale), qui faisait alors partie de l'Autriche-Hongrie, d'un père qui est prêtre gréco-catholique de rite oriental.
Après ses études de philosophie et théologie à Lviv, il loge à Rome au collège ukrainien et étudie à l'Université pontificale urbanienne.
Il se marie avant l'ordination diaconale comme c'est l'usage dans l'église gréco-catholique pour les prêtres mariés. De cette union naissent 6 enfants.
Il est ordonné prêtre en 1911, et exerce son ministère sacerdotal en Galicie, puis en Bosnie (Yougoslavie) en s'occupant des immigrés ukrainiens. 
En 1919, il est aumônier de l'armée ukrainienne engagée contre les troupes bolcheviques.
De 1921 à 1941, il est curé à Peremychliany, près de Lviv.
Au cours de l'occupation allemande, il aide les Juifs présents dans son village. Il les baptise en masse sur leur demande pour les protéger de l'occupant qui bientôt interdit cette pratique. Arrêté en décembre 1942 et jeté en prison, il refuse les médiations des autorités religieuses (dont le métropolite André Cheptytsky) pour le libérer.
En août 1943, il est transféré dans le camp de concentration à Majdanek, et refuse encore les interventions en sa faveur, préférant demeurer auprès des prisonniers de son camp, qui ont besoin selon lui de la présence d'un prêtre. Dans une des lettres qu'il a réussi à transmettre à ses enfants, il décrit la vie dans le camp nazi:
« Je remercie le Seigneur pour sa bonté envers moi. À part le paradis, ici est le seul endroit où je voudrais être. Ici, nous sommes tous égaux: polonais, juifs, ukrainiens, russes, lettons et estoniens. Je suis le seul prêtre parmi eux. Je ne peux même pas m'imaginer ce que sera la vie ici sans moi. Ici, je vois le Seigneur qui est unique pour nous tous, peu importe notre confession. Nos églises sont différentes, mais Dieu Tout Puissant veille sur nous. Ils prient tous quand je célèbre la liturgie. Ils meurent de manières différentes, et je les assiste à passer ce petit pont vers l'éternité. N'est-ce une bénédiction? N'est-ce la plus grande récompense que je puisse recevoir du Seigneur? Je remercie le Seigneur tous les jours de m'avoir envoyé ici, et je ne demande rien de plus. Ne vous inquiétez pas et ne perdez pas la foi en ce que je fais. Priez pour ceux qui ont construit ce camp et ce système. Ils sont les seuls à avoir besoin de nos prières. Dieu ait pitié d'eux.
Je sais que vous essayez de me libérer. Mais je vous demande de ne plus le faire. Hier, 50 personnes ont été assassinées. Si je ne suis plus ici, qui les aidera à traverser ces souffrances? Ils iront vers l'éternité avec leur péchés, avec désespoir qui les conduiront en enfer. Alors que maintenant, ils affrontent la mort la tête haute, après avoir laissé derrière eux tout péché. Ils rejoignent ainsi la Cité Eternelle »
Omeljan Kovč meurt dans le four crématoire du camp de Majdanek, le 25 mars 1944.

## Culte
- Il a été déclaré patron des curés (Priester und Seelsorger, prêtres et ayant soin des âmes) pour l'Église gréco-catholique ukrainienne le 24 avril 2009[3].

## Sources
- (en)/(de) Cet article est partiellement ou en totalité issu des articles intitulés en anglais « Omelyan Kovch » (voir la liste des auteurs) et en allemand « Omeljan Kowtsch » (voir la liste des auteurs).